# Беслер, Басилиус
Басилиус Беслер, (Беслер Базил, Basilius Besler, Нюрнберг, 13 февраля 1561 — Нюрнберг, 13 марта 1629) — немецкий ботаник, фармацевт, химик, садовод и издатель, чьё имя прославилось благодаря его труду Hortus Eystettensis, признанному сокровищем ботанической литературы.
Был аптекарем в Нюрнберге, где имел свой собственный ботанический сад и коллекцию природных образцов.
В 1597 году епископ города Айхштетт Иоганн Конрад фон Гемминген назначил его смотрителем ботанического сада в замке Виллибальдсбург. В скором времени сад стал широко известен многим ботаникам того времени, таким как Иоахим Камерарий Младший, Людвиг Юнгерман и Карл Клузиус.
Растения из сада послужили материалом для создания труда Hortus Eystettensis, работа над которой была поручена Беслеру. В книге в общей сложности на 850 страницах описано 1084 растений и проиллюстрировано 367 гравюрами. Поскольку сам Беслер не был ботаником, соавтором книги стал Людвиг Юнгерман. Эта работа является одним из величайших сокровищ ботанической литературы.